# (11277) Ballard
(11277) Ballard est un astéroïde de la ceinture principale.

## Description
(11277) Ballard est un astéroïde de la ceinture principale. Il fut découvert le 8 octobre 1988 à l'Observatoire Palomar par Carolyn S. Shoemaker et Eugene M. Shoemaker. Il présente une orbite caractérisée par un demi-grand axe de 2,40 UA, une excentricité de 0,24 et une inclinaison de 22,8° par rapport à l'écliptique.

## Compléments